# Zonitis violaceipennis
Zonitis violaceipennis is een keversoort uit de familie van oliekevers (Meloidae). De wetenschappelijke naam van de soort werd in 1875 gepubliceerd door Charles Owen Waterhouse.